# Lenny Geluk-Poortvliet

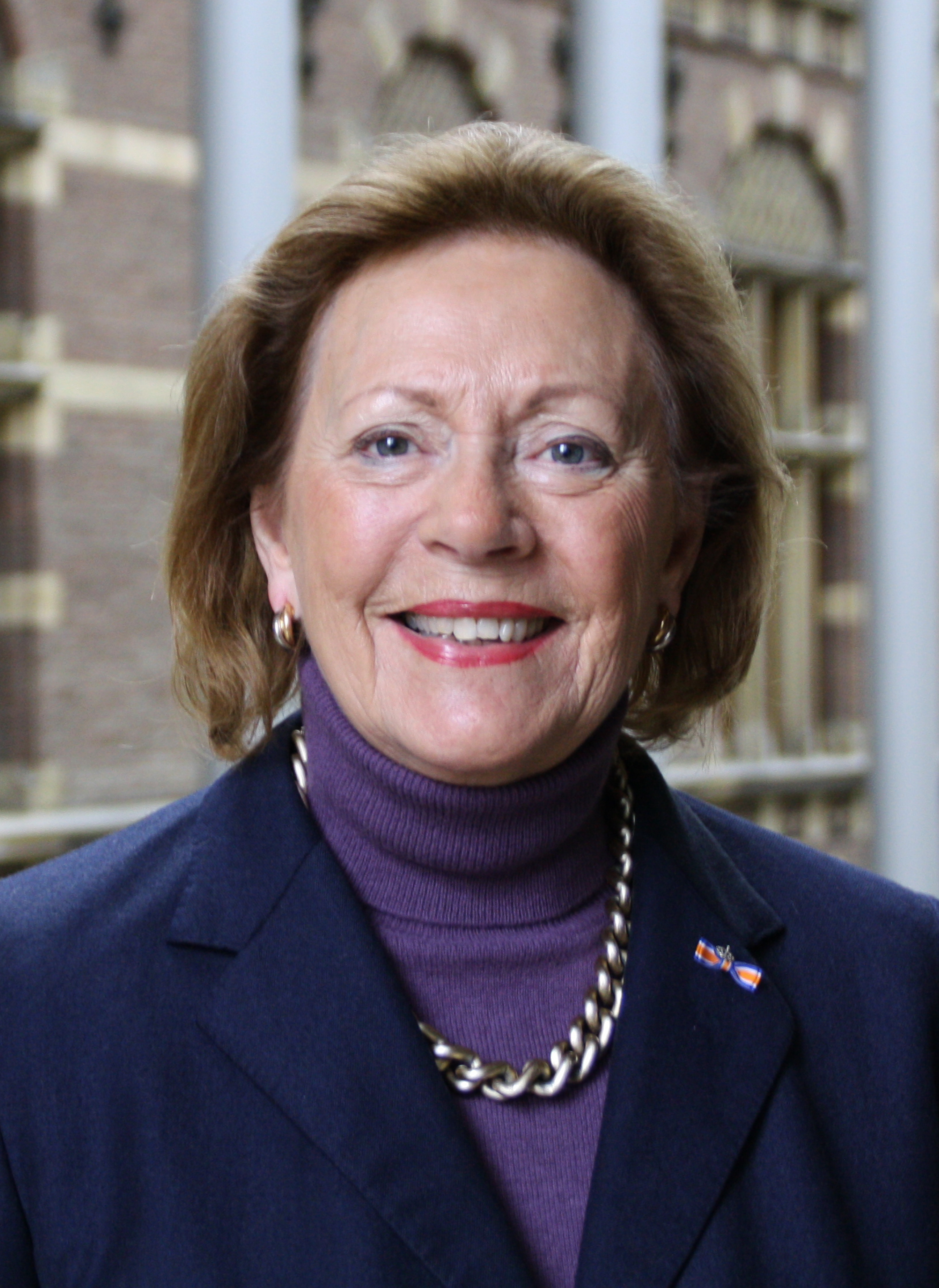
Imagem da política holandesa Lenny Geluk-Poortvliet.

Leuntje Wilhelmina Digna Geluk-Poortvliet (nascida em 15 de julho de 1943), conhecida como Lenny Geluk-Poortvliet, é uma política holandesa que actua como membro da Câmara dos Representantes desde 31 de outubro de 2017. Ela é membro do Apelo Democrático Cristão. Geluk-Poortvliet foi vereadora municipal de Schouwen-Duiveland no início dos anos 2000.

## Biografia
Geluk-Poortvliet nasceu em 15 de julho de 1943 em Biezelinge, Kapelle. Ela foi membro da União Histórica Cristã (CHU), antes de ingressar no Apelo Democrático Cristão (CDA) em 1980.
Em 2002, Geluk-Poortvliet foi eleita membro do conselho municipal de Schouwen-Duiveland. Poucos meses depois, ela foi nomeada vereadora do município. Foi vereadora até 2004, quando voltou a ser vereadora ordinária. Ela também dirigia uma concessionária de arte. Geluk-Poortvliet foi vice-presidente do CDA em Utrecht e trabalhou num fórum consultivo em saúde.
Para as eleições parlamentares de 2003, ela ocupou o 73º lugar na lista parlamentar do CDA e obteve 273 votos. Ela não foi eleita. Geluk-Poortvliet ficou em 20º lugar na lista do partido para as eleições gerais de março de 2017, uma posição inicialmente muito baixa para ser eleita. Mais tarde naquele ano, em 31 de outubro de 2017, Geluk-Poortvliet foi empossada como membro da Câmara dos Representantes. Quando assumiu o cargo, Geluk-Poortvliet tinha 74 anos, o que fazia dela a mais velha membro do parlamento a cumprir o seu primeiro mandato na história holandesa.